# Enfermedad del sistema reproductivo
Una enfermedad del sistema reproductivo es cualquier enfermedad del sistema reproductivo.

## Tipos

### Infecciones
Las infecciones del tracto reproductivo (ITR) son infecciones que afectan el tracto reproductivo, que es parte del sistema reproductivo. Para las mujeres, las infecciones del tracto reproductivo pueden afectar el tracto reproductivo superior (trompas de Falopio, ovario y útero) y el tracto reproductivo inferior (vagina, cuello uterino y vulva); para los hombres, estas infecciones afectan el pene, los testículos, la uretra o los conductos deferentes. Los tres tipos de infecciones del tracto reproductivo son las infecciones endógenas, las infecciones iatrogénicas y las infecciones de transmisión sexual más conocidas. Cada uno tiene sus propias causas y síntomas específicos, provocados por una bacteria, virus, hongo u otro organismo. Algunas infecciones son fácilmente tratables y pueden curarse, otras son más difíciles y otras no son curables, como el SIDA y el herpes.

### Anomalías congénitas
Los ejemplos de anomalías congénitas del sistema reproductivo incluyen:
- Síndrome de Kallmann: trastorno genético que causa una disminución del funcionamiento de las glándulas productoras de hormonas sexuales causada por una deficiencia de uno o ambos testículos del escroto.
- Síndrome de insensibilidad a los andrógenos: Un trastorno genético que provoca que las personas genéticamente masculinas (es decir, par de cromosomas XY) para desarrollarse sexualmente como mujer debido a la incapacidad de utilizar andrógenos.
- Intersexualidad: Una persona que tiene genitales y/u otros rasgos sexuales que no son claramente masculinos o femeninos.

### Ejemplos de cánceres
Los ejemplos de cánceres del sistema reproductivo incluyen:
- Cáncer de próstata
- Cáncer de mama
- Cáncer de ovario
- Cáncer de pene
- Cáncer de útero
- Cáncer testicular
- Cáncer de cuello uterino
- Hipertrofia prostática benigna

### Ejemplos de problemas funcionales
Ejemplos de problemas funcionales del sistema reproductivo incluyen:
- Impotencia: La incapacidad de un hombre para producir o mantener una erección.
- Hipogonadismo: falta de función de las gónadas, en lo que respecta a las hormonas o la producción de gametos.
- Embarazo ectópico: cuando un óvulo fertilizado se implanta en cualquier tejido que no sea la pared uterina.
- Trastorno de la excitación sexual femenina: una condición de lubricación disminuida, insuficiente o ausente en las mujeres durante la actividad sexual
- Eyaculación precoz: falta de control voluntario sobre la eyaculación.
- Dismenorrea: Es una condición médica de dolor durante la menstruación que interfiere con las actividades diarias[3]

### Endocrino
También se sabe que la interrupción del sistema endocrino por ciertos químicos afecta adversamente el desarrollo del sistema reproductivo y puede causar cáncer vaginal. Muchas otras enfermedades reproductivas también se han relacionado con la exposición a productos químicos sintéticos y ambientales. Los productos químicos comunes con vínculos conocidos con los trastornos reproductivos incluyen: plomo, dioxinas y compuestos similares a las dioxinas, estireno, tolueno, BPA (bisfenol A) y pesticidas.